# Jordan Hill (giocatore di football americano)
Jordan Hill (Harrisburg, 8 febbraio 1991) è un giocatore di football americano statunitense che gioca nel ruolo di defensive tackle per i Seattle Seahawks della National Football League (NFL). fu scelto nel corso del terzo (87º assoluto) del Draft NFL 2013 dai Seahawks Al college ha giocato a football alla Pennsylvania State University.

## Carriera professionistica

### Seattle Seahawks
Il 26 aprile 2013, Hill fu scelto nel corso del terzo giro del Draft 2013 dai Seattle Seahawks. Debuttò come professionista nella settimana 5 contro gli Indianapolis Colts mettendo a segno 2 tackle. Nella vittoria della settimana 15 contro i New York Giants mise a segno il primo sack in carriera ai danni di Eli Manning. La sua stagione da rookie si concluse con 7 tackle e 1,5 sack in quattro presenze. Il 2 febbraio 2014 vinse il Super Bowl XLVIII quando i Seahawks batterono i Denver Broncos per 43-8.
Il primo sack del 2014, Hill lo mise a segno nella settimana 12 nella vittoria contro i Cardinals e il secondo due settimane dopo nella vittoria esterna sugli Eagles ai danni di Mark Sanchez. Nel quindicesimo turno fece registrare un primato personale di 2 sack su Colin Kaepernick, con Seattle che vincendo eliminò i 49ers dalla lotta per i playoff. Nell'ultima partita della stagione fece registrare il primo intercetto in carriera ai danni di Shaun Hill dei St. Louis Rams, ritornandolo per 8 yard. La sua annata si chiuse al terzo posto nella squadra con 5,5 sack, oltre a 19 tackle e 4 passaggi deviati.
Nel 2015. Hill disputò la prima gara come titolare, chiudendo con un nuovo massimo personale di 24 tackle ma per la prima volta non mise a segno alcun sack.

## Palmarès

### Franchigia
- Super Bowl : 1

Seattle Seahawks: Super Bowl XLVIII
- National Football Conference Championship: 2

Seattle Seahawks: 2013, 2014

## Statistiche
| Partite totali      | 27  |
| Partite da titolare | 1   |
| Tackle              | 50  |
| Sack                | 7,0 |
| Intercetti          | 1   |

Statistiche aggiornate alla stagione 2015